# Nuoto ai XV Giochi dei piccoli stati d'Europa
Le gare di nuoto ai XV Giochi dei piccoli stati d'Europa si sono svolte dal 28 al 31 maggio 2013.

## Calendario
| Uomini |   | 4 | 5  | 4 | 3 |   | 16 |
| Donne  |   | 4 | 5  | 4 | 3 |   | 16 |
| Totale | 0 | 8 | 10 | 8 | 6 | 0 | 32 |

## Medagliere
| #      | Nazione       | Oro | Argento | Bronzo | Totale |
| ------ | ------------- | --- | ------- | ------ | ------ |
| 1      | Islanda       | 16  | 15      | 8      | 39     |
| 2      | Lussemburgo   | 9   | 7       | 6      | 22     |
| 3      | Liechtenstein | 5   | 6       | 6      | 17     |
| 4      | Cipro         | 2   | 2       | 10     | 14     |
| 5      | Malta         | 0   | 2       | 1      | 3      |
| 6      | Monaco        | 0   | 0       | 1      | 1      |
| Totale | Totale        | 32  | 32      | 32     | 96     |

## Podi

### Uomini
| Evento                         | Oro                                                                                    | Tempo    | Argento                                                                                            | Tempo    | Bronzo                                                                                             | Tempo    |
| 50 m stile libero              | Alexandre Bakhtiarov                                                                   | 23"45    | Andrew Chetcuti                                                                                    | 23"50    | Omiros Zagkas                                                                                      | 23"54    |
| 100 m stile libero             | Jean-François Schneiders                                                               | 50"88    | Omiros Zagkas                                                                                      | 51"37    | Andrew Chetcuti                                                                                    | 51"61    |
| 200 m stile libero             | Jean-François Schneiders                                                               | 1'53"06  | Anton Sveinn McKee                                                                                 | 1'54"27  | Iacovos Hadjiconstantinou                                                                          | 1'55"50  |
| 400 m stile libero             | Anton Sveinn McKee                                                                     | 3'59"25  | Pit Brandenburger                                                                                  | 4'03"41  | Iacovos Hadjiconstantinou                                                                          | 4'05"58  |
| 1500 m stile libero            | Anton Sveinn McKee                                                                     | 16'11″97 | Christophe Meier                                                                                   | 16'17"76 | Amor Stefánsson                                                                                    | 16'22"90 |
| 100 m dorso                    | Jean-François Schneiders                                                               | 56"33    | David Hildiberg Dalsteinsson                                                                       | 57"91    | Sebastian Konnaris                                                                                 | 58"86    |
| 200 m dorso                    | Jean-François Schneiders                                                               | 2'01"71  | Kristinn Þórarinsson                                                                               | 2'09"34  | Kolbeinn Hrafnkelsson                                                                              | 2'10"64  |
| 100 m rana                     | Anton Sveinn McKee                                                                     | 1'03"17  | Hrafn Traustason                                                                                   | 1'05"21  | François-Xavier Paquot                                                                             | 1'05"35  |
| 200 m rana                     | Anton Sveinn McKee                                                                     | 2'16"97  | Hrafn Traustason                                                                                   | 2'19"56  | Christophe Meier                                                                                   | 2'21"06  |
| 100 m farfalla                 | Alexandre Bakhtiarov                                                                   | 55"12    | Andrew Chetcuti                                                                                    | 55"58    | Daníel Hannes Pálsson                                                                              | 57"14    |
| 200 m farfalla                 | Christophe Meier                                                                       | 2'05"44  | Daníel Hannes Pálsson                                                                              | 2'06"61  | Louis Gloesener                                                                                    | 2'09"10  |
| 200 m misti                    | Anton Sveinn McKee                                                                     | 2'05"94  | Christophe Meier                                                                                   | 2'06"46  | Thomas Tsiopanis                                                                                   | 2'09"32  |
| 400 m misti                    | Anton Sveinn McKee                                                                     | 4'27"29  | Christophe Meier                                                                                   | 4'27"97  | Laurent Carnol                                                                                     | 4'34"01  |
| Staffetta 4x100 m stile libero | Lussemburgo Pit Brandenburger Julien Henx Jean-François Schneiders Raphaël Stacchiotti | 3'24"75  | Cipro Alexandre Bakhtiarov Thomas Tsiopanis Sebastian Konnaris Omiros Zagkas                       | 3'28"81  | Islanda Davíð Hildiberg Aðalsteinsson Anton Sveinn McKee Alexander Johannesson Aron Örn Stefánsson | 3'29"00  |
| Staffetta 4x200 m stile libero | Lussemburgo Pit Brandenburger Julien Henx Jean-François Schneiders Raphaël Stacchiotti | 7'34"08  | Islanda Davíð Hildiberg Aðalsteinsson Anton Sveinn McKee Daníel Hannes Pálsson Aron Örn Stefánsson | 7'39"15  | Cipro Alexandre Bakhtiarov Iacovos Hadjiconstantinou Sebastian Konnaris Omiros Zagkas              | 8'00"53  |
| Staffetta 4x100 m misti        | Lussemburgo Pit Brandenburger Julien Henx Jean-François Schneiders Raphaël Stacchiotti | 3'47"61  | Islanda Davíð Hildiberg Aðalsteinsson Anton Sveinn McKee Daníel Hannes Pálsson Aron Örn Stefánsson | 3'47"72  | Cipro Alexandre Bakhtiarov Sebastian Konnaris Lefkios Xanthhou Omiros Zagkas                       | 3'54"76  |

### Donne
| Evento                         | Oro | Tempo   | Argento                                                                  | Tempo   | Bronzo                                                                          | Tempo   |
| 50 m stile libero              | Julie Meynen | 25"59   | Ingibjörg Kristín Jónsdóttir                                             | 26"08   | Karen Sif Vilhjálmsdóttir                                                       | 26"39   |
| 100 m stile libero             | Julie Meynen | 56"19   | Ingibjörg Kristín Jónsdóttir                                             | 57"39   | Julia Hassler                                                                   | 57"77   |
| 200 m stile libero             | Eygló Ósk Gústafsdóttir                                                                                            | 2'02"44 | Julia Hassler                                                            | 2'02"57 | Julie Meynen                                                                    | 2'03"16 |
| 400 m stile libero             | Julia Hassler | 4'17"71 | Monique Olivier                                                          | 4'20"44 | Inga Elín Cryer                                                                 | 4'24"73 |
| 800 m stile libero             | Julia Hassler | 8'45″09 | Monique Olivier                                                          | 8'59"50 | Inga Elín Cryer                                                                 | 9'09"35 |
| 100 m dorso                    | Eygló Ósk Gústafsdóttir                                                                                            | 1'02"89 | Ingibjörg Kristín Jónsdóttir                                             | 1'04"47 | Sarah Rolko                                                                     | 1'05"51 |
| 200 m dorso                    | Eygló Ósk Gústafsdóttir                                                                                            | 2'15"21 | Johanna Gerda Gústafsdóttir                                              | 2'18"04 | Sarah Rolko                                                                     | 2'19"11 |
| 100 m rana                     | Hrafnhildur Lúthersdóttir                                                                                          | 1'11"11 | Theresa Banzer                                                           | 1'13"40 | Irene Chrysostomou                                                              | 1'13"42 |
| 200 m rana                     | Hrafnhildur Lúthersdóttir                                                                                          | 2'31"28 | Theresa Banzer                                                           | 2'34"91 | Irene Chrysostomou                                                              | 2'38"88 |
| 100 m farfalla                 | Julia Hassler | 1'02"28 | Julie Meynen                                                             | 1'02"51 | Johanna Gerda Gústafsdóttir                                                     | 1'02"92 |
| 200 m farfalla                 | Julia Hassler | 2'15"96 | Inga Elín Cryer                                                          | 2'21"45 | Jasmin Büchel                                                                   | 2'29"76 |
| 200 m misti                    | Hrafnhildur Lúthersdóttir                                                                                          | 2'17"27 | Eygló Ósk Gústafsdóttir                                                  | 2'20"99 | Monique Olivier                                                                 | 2'23"47 |
| 400 m misti                    | Johanna Gerda Gústafsdóttir                                                                                        | 4'54"57 | Eygló Ósk Gústafsdóttir                                                  | 4'55"17 | Julia Hassler                                                                   | 5'02"55 |
| Staffetta 4x100 m stile libero | Islanda Eygló Ósk Gústafsdóttir Ingibjörg Kristín Jónsdóttir Hrafnhildur Lúthersdóttir Karen Sif Vilhjálmsdóttir   | 3'49"75 | Lussemburgo Jacqueline Banky Julie Meynen Monique Olivier Sarah Rolko    | 3'52"69 | Liechtenstein Theresa Banzer Jasmin Büchel Julia Hassler Tamara Vetsch          | 4'00"69 |
| Staffetta 4x200 m stile libero | Islanda Inga Elín Cryer Eygló Ósk Gústafsdóttir Johanna Gerda Gústafsdóttir Hrafnhildur Lúthersdóttir              | 8'25"24 | Lussemburgo Jacqueline Banky Julie Meynen Monique Olivier Christina Roch | 8'28"24 | Liechtenstein Theresa Banzer Jasmin Büchel Julia Hassler Celina Kind            | 8'43"34 |
| Staffetta 4x100 m misti        | Islanda Eygló Ósk Gústafsdóttir Johanna Gerda Gústafsdóttir Ingibjörg Kristín Jónsdóttir Hrafnhildur Lúthersdóttir | 4'12"96 | Lussemburgo Jil Einhorn Julie Meynen Christina Roch Sarah Rolko          | 4'23"22 | Cipro Irene Chrysostomou Sofina Neofytou Chrysoula Karamanou Sofia Papadopoulou | 4'23"78 |